# إفرايم أورباخ
إفرايم أورباخ (بالعبرية: אפרים אלימלך אורבך) (1912 – 3 يوليو 1991) حاخام وعالم إسرائيلي في الديانة اليهودية.
اشتهر بكتابه الهام حول الفكر الحاخامي من خلال كتابه «الحكماء» وبأبحاثه حول التوسافوت (التعليقات حول التلمود من القرون الوسطى).
رشح لرئاسة دولة إسرائيل في عام 1973 لكنه لم يُنتخب.
عمل أستاذا للتلمود في الجامعة العبرية في القدس، وكان عضوا ورئيسا للأكاديمية الإسرائيلية للعلوم والإنسانيات.

## حياته
ولد في بياليستوك في بولندا من عائلة من طائفة الحاسيديم. ودرس في روما وبريسلاو، حيث رُسم حاخاما. وهاجر إلى فلسطين تحت الانتداب البريطاني في عام 1937. وخدم كحاخام في الجيش البريطاني خلال الحرب العالمية الثانية. وشارك أيضا في حرب 1948 بين العرب وإسرائيل، ثم عمل في مؤسسات تعليمية قبل عمله في الجامعة العبرية في عام 1953.
مات في 3 يوليو 1991 في مستشفى هداسا عين كارم في القدس بعد صراع طويل مع المرض. ودفن على جبل الزيتون في القدس قرب مناحيم بيغين.

## جوائز
- حصل على جائزة إسرائيل في عام 1955 في مجال الدراسات اليهودية.[11]

- حصل على جائزة بياليك في عام 1983 في مجال الفكر اليهودي، بالاشتراك مع نيخاما لايبوفيتش.[12]